# 斯特拉斯堡歌剧院
斯特拉斯堡歌剧院（Opéra de Strasbourg）是一座歌剧院，位于法国斯特拉斯堡的布罗伊广场。该建筑有时称为市立剧院。莱茵国家歌剧团驻扎于此。 

## 历史
该建筑由建筑师Villot建于1804年到1821年。1870年因德国轰炸部分被毁。1888年修复。 
这是一座新古典主义建筑，立面有巨大的柱廊，顶部有六个缪斯雕塑（不是传统的九个）。
其立面于1921年被列为法国历史古迹。